# Vlag van Ham
De vlag van Ham werd door de gemeenteraad op 30 maart 1989 officieel vastgesteld als de gemeentelijke vlag van de Belgisch Limburgse gemeente Ham. Op 6 juni 1989 werd hij door het Bestuur van Vlaanderen bevestigd en uiteindelijk gepubliceerd op 8 november 1989 in het officiële Belgisch Staatsblad.
Officieel wordt de vlag beschreven als:
Acht even hoge banen van wit en van rood met op het midden een zwarte leeuw, geel gekroond.
De vlag is volledig gebaseerd op het gemeentewapen en ziet er dus helemaal hetzelfde uit.
In 2025 is Ham samen met Tessenderlo opgegaan in de gemeente Tessenderlo-Ham. De vlag is daardoor als gemeentevlag komen te vervallen.

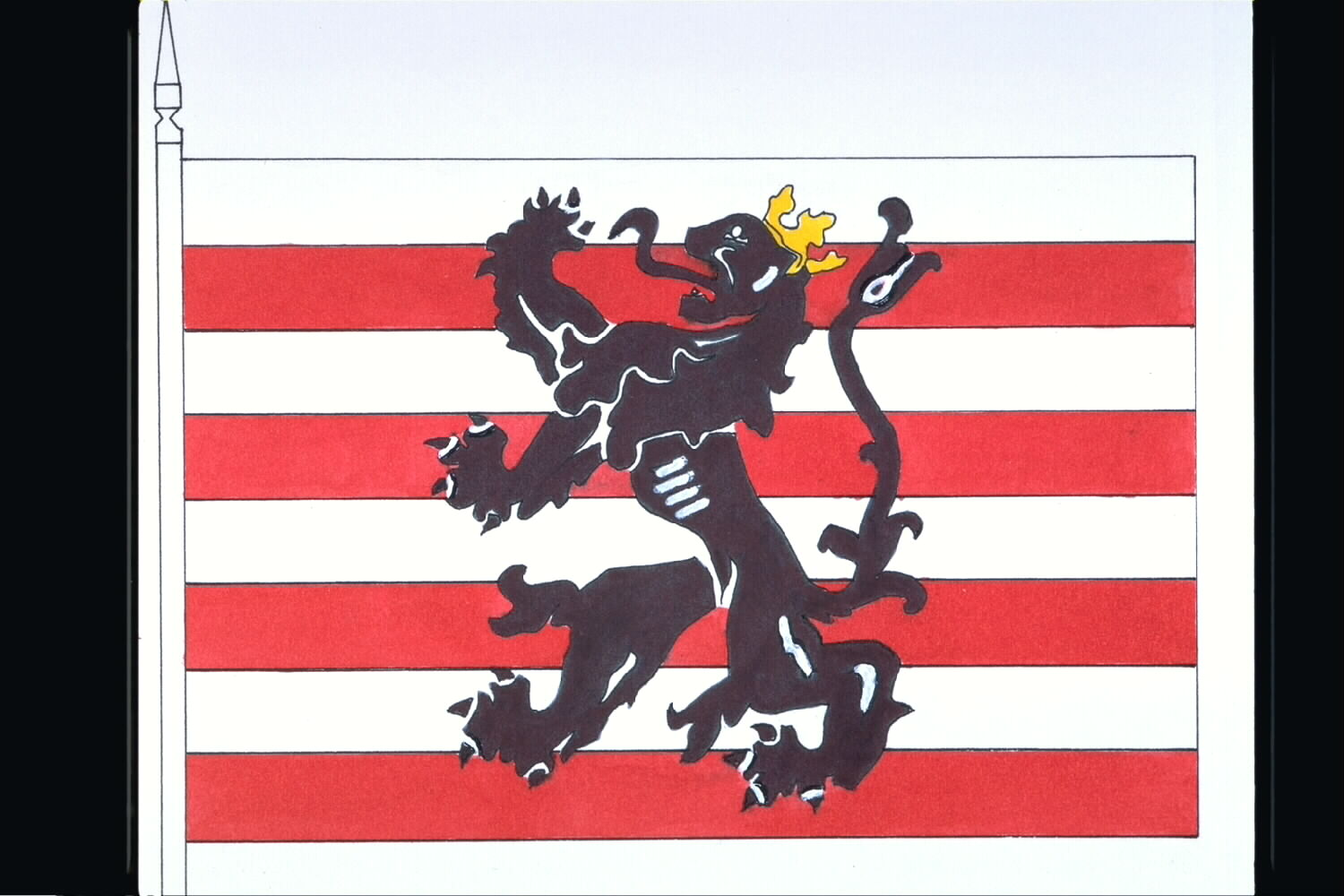
Officiële tekening van de vlag